# روي هيلج اولسن
روي هيلج اولسن (بالنرويجية البوكمول: Roy Helge Olsen)‏ هو حكم كرة قدم نرويجي، ولد في 19 يناير 1965 في كريستيانساند في النرويج.